# Vicky Elmes Kinlan
Pour les articles homonymes, voir Elmes.
 (octobre 2024).

a Compétitions nationales et continentales officielles uniquement.

b Matchs officiels uniquement.
Dernière mise à jour le 13 octobre 2024.
Vicky Elmes Kinlan, née le 21 février 2003 à Wicklow (Irlande), est une joueuse internationale irlandaise de rugby à XV et internationale de rugby à sept évoluant aux postes d'ailier à XV et de talonneur à sept.

## Biographie
Vicky Elmes Kinlan naît le 21 février 2003 à Wicklow en Irlande. Elle joue en 2024 au club du Wicklow RFC.
Vicky Elmes Kinlan participe au tournoi de rugby à sept aux Jeux olympiques d'été de 2024 de Paris avec l'équipe d'Irlande
En septembre 2024, elle est sélectionnée pour la première fois sous les couleurs de l'équipe d'Irlande de rugby à XV lors du WXV 2024 au Canada.